# Rhytidoponera flavicornis
Rhytidoponera flavicornis é uma espécie de formiga do gênero Rhytidoponera.